# Eijkelkamp Soil & Water
Eijkelkamp Soil & Water is een Nederlands bedrijf uit Giesbeek, dat apparatuur voor milieukundig onderzoek ontwikkelt. Het bestaat sinds 1911. In 2011 kreeg het bedrijf het predicaat Koninklijk toegekend.

## Geschiedenis
In 1911 vestigde Hendrik Eijkelkamp zich als smid in het dorp Lathum. Zijn zoon Jan Eijkelkamp heeft de smederij later overgenomen. Op verzoek van prof. C. H. Edelman van de Landbouwhogeschool Wageningen vervaardigde hij in 1948 een handgrondboor voor bodemkundig onderzoek. Dit type boor kreeg daarom de naam 'Edelmanboor'. Grondboren werden een belangrijk product voor Eijkelkamp Agrisearch Equipment. Binnen tien jaar waren deze boren en andere handgrondboor-apparatuur nationaal en internationaal bekend.
In 1970 kwam Jans zoon Fons Eijkelkamp in dienst van het bedrijf en kort daarop werd het bestaande productenpakket uitgebreid. Het bedrijf verhuisde naar Giesbeek en kwam met meer handelsartikelen, wat leidde tot een grote groei. In 1981 nam Fons Eijkelkamp het bedrijf over. In 2005 stopte Fons Eijkelkamp met de dagelijkse leiding van het bedrijf. Samen met onder andere zijn zoon richtte hij in 2006 SonicSampDrill op.
Het bedrijf heeft meer dan 2000 producten in zijn assortiment. Het trainde in Nederland meer dan 10.000 veldwerkers en heeft 110 medewerkers in dienst. Het heeft wereldwijd meer dan 60 distributeurs.